# Europe Air Charter
Europe Air Charter (EAC) était une compagnie aérienne française effectuant du transport à la demande de passagers et de fret.

## Histoire

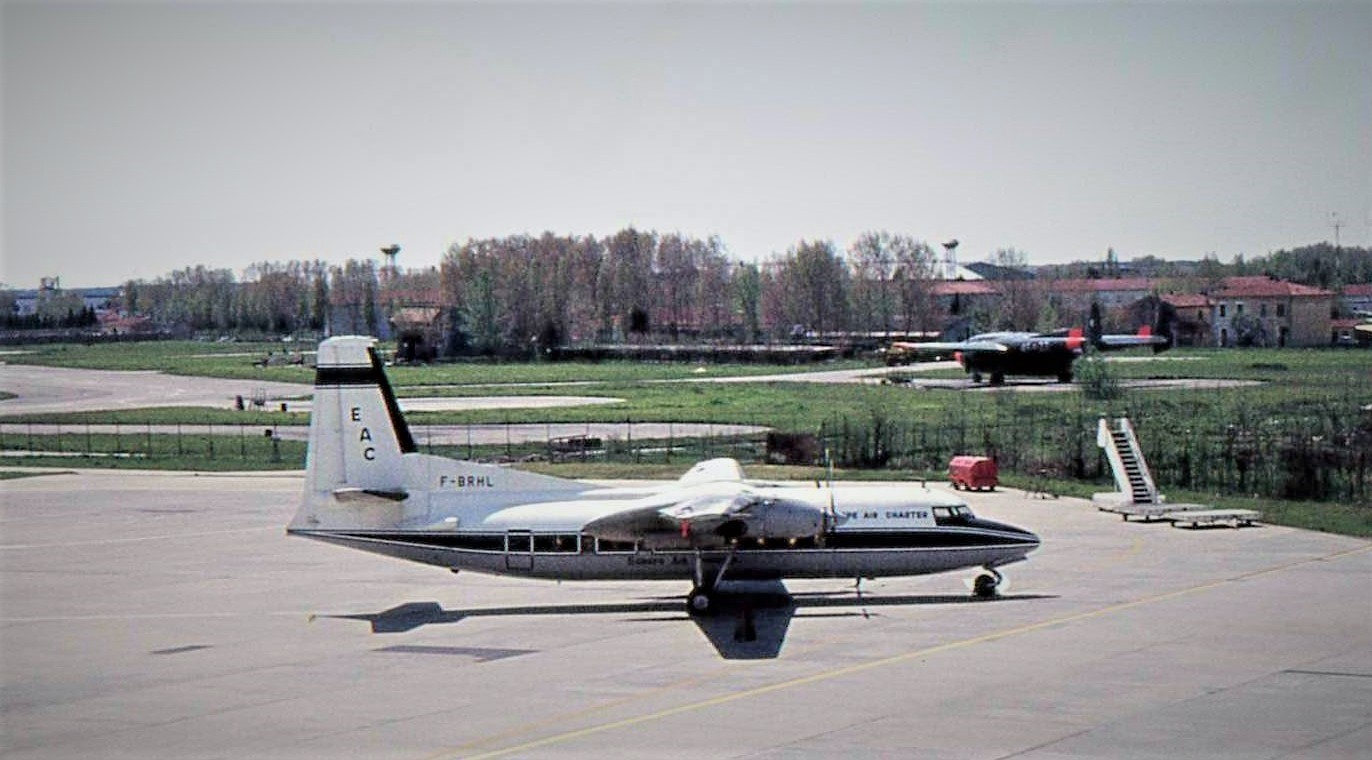
Fokker F27 Friendship d'Europe Air Charter immatriculé F-BRHL en juin 1974 à Pise en Italie

La compagnie aérienne Europe Air Charter (sous le sigle EAC) a été créée en 1972 par Simon-Pierre Druleve,, habitant Ensuès-la-Redonne près de Marignane dans les Bouches du Rhône.
Elle était d'abord une agence de voyages à Beauvais, Daro Voyages dont le siège se trouvait Rue Royale à Paris (8ème arrondissement) et qui affrétait des avions.
Dans les années 1950, Daro Voyages assurait les liaisons entre Paris et Marseille en autocar.
D'abord basée sur l'aéroport de Beauvais-Tillé, celle-ci prenait ses quartiers sur l'aéroport de Marseille-Marignane,.
Elle était spécialisée dans le transport à la demande de passagers et de marchandises,,.
Elle possédait qu'un seul appareil qui provenait de la flotte de la compagnie française Euralair.
Elle a eu comme projet, l'ouverture d'une ligne régulière Marseille-Malte.
Sa situation financière s'étant dégradée dès 1973, elle était placée en liquidation judiciaire en mars 1975. 

## Le réseau
- Europe et zone Méditerranée

## Flotte
- Fokker F27 Friendship/Troopship (C-31) immatriculé F-BRHL[13],[14]